# 1280

## Събития
- В Италия са създадени първите очила.

## Родени
- Йоан Кукузел (около 1280 – 1360), българин, християнски светец, певец и композитор

## Починали
- Ивайло, български цар